# みかん絵日記
『みかん絵日記』（みかんえにっき）は、安孫子三和による日本の漫画作品。1987年に白泉社の少女漫画雑誌『LaLa』に掲載された安孫子の作品『吐夢と不思議な猫』を連載・シリーズ化したもので、『LaLa』1988年6月号 - 1995年1月号に連載されていた。単行本は全14巻。
1992年にはテレビアニメ化され、中部日本放送 (CBC)制作により、TBS系列局 (JNN) で放送された。
原作のタイトルには「・」（中黒）があるため、正確には『みかん・絵日記』となるが、アニメ版のタイトルロゴには「・」がない。

## あらすじ
言葉を話せる猫「みかん」とその周辺のお話。宮城県白石市が基本舞台となっているが、作者の出身地である柴田町の風景も多数使われているという。

## 登場人物

### 草凪家
みかん（くさなぎ みかん）
声 - TARAKO
毛がみかん色、目が緑色の雄猫。昔はトムと呼ばれていた。もとの飼い主だったタツゾウが亡くなった後、野良猫になって放浪していたところ吐夢と出逢い、そのまま付いてきて草凪家の飼い猫となった。
猫ながら人の言葉を話す、二本足で立って歩く、文字を書く、ファミコンをする、酒を飲むなどの芸達者ぶりを見せる。アニメ版ではハーモニカも吹いた。吐夢に「みかん」と名付けられるが、みかんはそれに対してダサイと感想を漏らす。酒の失態にて言葉を話せる猫だとばれる。吐夢の宿題に憧れ、草薙家の人々から絵日記をつける宿題を与えられる。年末の商店街の福引きではおつまみセットを狙うが、その上の等の旅行を当てる。一人称は「オレ」（興奮すると女言葉になる）で、好物は酒（マタタビ酒、ビール等）とマグロのブツ水煮。喧嘩はわりと強く、近所のボス猫に勝利するほどである。1歳半（2歳弱ともある。第7巻参照）。
タツゾウが亡くなった際に、タツゾウと離れて暮らしていた親族から人間語が喋れることを気味悪がられ、「化け猫」呼ばわりされて傷ついた過去があり、当初は吐夢以外の草凪家の家族にその特徴がばれることをひどく恐れていた。
草凪 吐夢（）
声 - 平松晶子
草凪家の長男。夜桜小学校に通う。11歳。みかんを拾い、彼に「みかん」と名付けた。クラスメートの杏子に恋心を抱いている。
草凪 藤治郎（）
声 - 小野健一
吐夢の父。37歳。温厚で情にもろい。妻・菊子とは結婚13年目を迎えても非常に仲睦まじい。
みかんが人間語を喋れる事実を「（自分たちが）知らないだけで、案外あちこちに（そういう猫が）いるのかもしれない」と好意的に受け容れた。
草凪 菊子（）
声 - 島本須美
吐夢の母。旧姓：松沢。34歳。穏やかでおっとりとした優しい女性。高所恐怖症。2年後に長女を出産。
藤治郎とは学生時代に出逢い、大恋愛の紆余曲折を経て結ばれた。
みかんが人間語を喋れる事実を「（猫としては）変だけど、世の中には人間の言葉を話せる鳥（などの動物）もいるのだから喋れる猫もいるのよね、という感じ」「私たちは凄い猫を飼っているのね」と好意的に受け容れた。
こりんご（くさなぎ → たなべ こりんご）
声 - 小桜エツ子（現・小桜エツコ）
本名「りんご」（だったが、幼名の「こりんご」の方が定着した）。みかんとキリーの息子。みかんと同じく、話せ、二本足で立ち、字を書ける。外見は父親似（毛色は赤みが強く、白毛の範囲もみかんより広い）だが、性格は母親似で大人しく優しい。言葉遣いもみかんより礼儀正しいが、当初は発音が上手くできないところもあった（「です」が「でし」、「しゃべれる」が「しゃべりる」、「いらない」が「いりない」になったりした）。父・みかんのことは「パパちゃん」と呼んでいる。
原作では当初草凪家に貰われて、みかんと一緒に暮らしていたが、ふとしたことから一人暮らしのおばあちゃん・田辺幸緒と知り合い、最後は自らの意志で田辺家へ移っていった（その後も草凪家には毎日のように顔を出している）。

### 夜桜小学校
楠木 世良（）
声 - 伊倉一寿（現・伊倉一恵）
転校生。幼なじみ（翠葉）が吐夢とそっくり。草凪家の人とおトヨ以外で唯一みかんが言葉を話すことを知っている人物（後に田辺幸緒もこりんごを貰い受ける関係上で知ることになる）。実は翠葉が好き。
林田先生
声 - 鈴木勝美
吐夢のクラスの担任教師。
立花 杏子（）
声 - 麻見順子
団地住まい。藤治郎に憧れを抱く。後に一軒家に引越し、念願の猫を飼うことにする。
奥田 しづよ（）
声 - 横山智佐
クロブチの飼い主。
奥野 道晴（）
声　- 田野恵
田山 太一（）
声 - 佐藤智恵

### その他の人物
稲垣 大造（）
声 - 石森達幸
坂の下に住む開業医。55歳。口では動物嫌いと言っているが、実は動物好き。自身が幼少の頃は動物の避妊手術などが無かったため、子供が産まれても飼いきれずに捨てざるを得なかったことにいたたまれなくなり、以来ずっと動物嫌いを装っていた。桃治郎を大橋から預かる。捨て猫だったキリーとモリーを拾い、二匹とも飼うことを決める。
お清（）
声 - 峰あつ子
稲垣医院の家政婦。後に稲垣と結婚。
大橋
声 - 峰恵研
稲垣の友人。桃治郎の本来の飼い主。仕事の都合でオーストラリアのメルボルンに行くことになり、桃治郎を稲垣に預ける。
大橋夫人
声 - 後藤真寿美
笹森 弥生（）
声 - 鷹森淑乃
稲垣医院の看護師。牡丹の飼い主。旧姓：藤原。26歳。後に由起彦と結婚し、長男「由起弥」を出産。結婚前はアパートで1人暮らしをしていたが、結婚後は由起彦の家に住んでいる。
笹森 由起彦（）
声 - 緑川光
弥生の恋人。24歳。過去のトラウマから猫恐怖症。本人曰く「猫運が悪い」。後に弥生と結婚。結婚後は毎日牡丹にいじめられている。
大澄 かおる（）
稲垣医院の看護師。弥生が産休を取っている間の代理として働いていたが、後に正式に採用。金髪で一見コワモテに見えるが、実は実直で明るい性格。学生時代に親友を亡くしており、それがきっかけで看護師になった。
タツゾウ
声 - 矢田稔
みかんが「トム」と呼ばれていた頃の飼い主。病気（病名不明）で死去。
おトヨ
声 - 鈴木れい子
タツゾウと同郷に住んでいる人。タツゾウとは小学校の同級生だった。その後、アニメ版では草凪家が菊子の運転ミスで来た草原にてみかんとの再会を果たす。
松沢 文江（）
声 - 京田尚子
菊子の母。59歳。夫は既に他界。語尾に「ざます」をつけて話す。みかん曰く「お雛様がそのまま年取ったような人」。最初は一人娘の菊子と藤治郎の結婚に反対していたが、その後「これではいつまでたっても菊子は結婚しないだろう」と思い、結婚を認めた。現在は草凪家の誰かが「松沢」の姓を受け継ぐように願っている。お茶や俳句など趣味が多い。アニメ版では猫嫌いという設定が付け加えられている。
草凪 信之介・伊香保（くさなぎ しんのすけ・いかほ）
藤治郎の両親。伊香保はみかん曰く「女版金太郎」。菊子を一回会っただけで気に入った。
草凪 柊一郎（）
藤治郎の兄。藤治郎より3歳年上。
瀬野 翠葉（）
杏子のいとこであり、世良の幼なじみ兼初恋相手。ボーイッシュなスタイルをしており、性別は違うが吐夢と似ている。幼稚園を卒園後両親が離婚し、母親と共に生活することになり、母親の再婚相手の住んでいるオーストラリアでの永住が決定した。
田辺 雪緒（）
こりんごの現在の飼い主。夫に先立たれ、子供も独立して寂しく独り暮らしを送っていたところ、こりんごと出逢う。こりんごが人間語を喋れることを知った際には驚いたものの、すぐにその事実を理解して受け容れ、草凪家から貰い受けることを決めた。

### その他の犬や猫
クロブチ
声 - 鈴木勝美
元半野良猫だったが、しづよの家でやっている喫茶店「ルノン」の看板猫として飼われることになる。通称「クロちゃん」。推定年齢3歳強と自称する。マスターと顔がそっくり。アニメでは最初から関西弁を話すが、原作では途中まで標準語を使っていた。その後、牡丹の妹・華と結婚。
牡丹（）
声 - 安西正弘
弥生の飼い猫。弥生の実家で生まれ育つ。血統書付きチンチラペルシャの雄。13kgで重い。牡丹曰く「キャットコンテスト巨大猫部門2年連続一位」。飼い主の弥生のことが好き。そのため、弥生の夫の笹森由起彦が嫌いだが、彼の両親は好き。去勢済みだが、モリーと仲が良い。クロブチと結婚した華（はな）とは同母兄妹。
カルマ
声 - 露崎照久（現・優希比呂）
鈴木家に飼われているシャム猫の雄。名付け親は当時高校生の長男。毛が短いため、寒さや雪が嫌い。本当は甘えん坊なのだが、気弱で引っ込み思案な性格のため、飼い主に素直に甘えられなかった。
桃治郎（）
声 - 長島雄一（現・チョー）
稲垣医院に飼われることとなった猫好きの犬。通称「ももじ」、「ももちゃん」。本来の飼い主は大橋夫妻。みかんが鎖を外し、よく2匹で散歩に行く（それがきっかけでレイラに出会い、子供が生まれることになる）。本来は大橋家の犬だったが、海外赴任に伴い稲垣家に預けられ、大橋が現地で梅治郎を飼い始めたために正式に稲垣家に貰われることとなり、「稲垣桃治郎」に改名された。
チビタロウ
声 - 麻見順子
横田家に飼われている。ロシアンブルーの雄。本名は「ステファン・オージーヌ・ロドルグスキー」。チビタローはあだ名で飼い主にはステちゃんと呼ばれている。普段は脂の無いひれステーキやトロやロブスターのサラダを食べさせてもらっている。完全な家猫で外に出してもらえない。
賢三（）
声 - 田野恵
魚屋の飼い猫で、牡丹の親友。郊外の農家出身で母猫に仕込まれたため、ねずみ取りを得意とする。雀でもコウモリでもバッチリ。牡丹との最初の出会いでは、賢三が牡丹のねずみ取りの下手さに感心し、牡丹が賢三の上手さに感心したらしい。まじめな優等生タイプ。
キリー
声 - 松井菜桜子
こりんごの母親。モリーとは双子の姉妹。子猫だった当時モリーとともに捨てられていたところを桃治郎に見つけられ、のちに二匹とも稲垣家で飼われることになった（当初は吐夢とみかんの強い希望があって草凪家が飼い主に手を上げたが、稲垣が飼うことになって辞退した）。稲垣が最初モリーと見分けるために赤い首輪をつける。
モリー
声 - 川浪葉子
キリーの双子の姉妹だが、キリーより2回り程大きい。子猫だった当時モリーとともに捨てられていたところを桃治郎に見つけられた。キリーと同様に黄色い首輪をつける。牡丹とは恋仲。
華（）
声 - 松下美由紀
牡丹の妹。
ジェリー
声 - 坂本千夏
みかんと一緒に生まれた兄弟。

#### 漫画のみ登場
伽羅（）
世良の飼い猫。アビシニアンの雌。名付け親は世良の母。こりんごと仲良し。血統書付き。気が強く、怒らせると怖いが、素直になれない面もある。
ステラ
杏子の飼い猫。ヒマラヤンの雌。こりんご、伽羅と仲良し。大人しい性格。
梅治郎（うめじろう）
大橋がオーストラリアで桃治郎がいない寂しさで飼い始めた犬。桃治郎と瓜二つ。
レイラ
3丁目で飼われている犬。みかんと遊びに出かけた桃治郎と出逢って恋仲になり、やがて桃治郎そっくりの小犬を産む。
ギー
古くからこの町にいる猫。元々は飼い猫で、2年ぐらい飼われていたが、オス猫のテリトリー拡張でしばらく家を離れていたら飼い主は引越していなくなっていた。15 - 16歳以上（人にすれば90歳ぐらい）。年齢に気づき、草凪家はギーを飼い出す。冬前に死去（第9巻参照）。
とらとら・しましま
田辺家の近所に住む兄弟猫。こりんごが田辺家に移ってからできた友達で名前のとおりのトラ猫。
まんまる
とらとらとしましまの母親（やはりトラ猫）。その名のとおり恰幅の良い肝っ玉母さん。田辺家に移ってからのこりんごを何かと面倒を見ている。
キサブロー
田辺家の近所に住む猫。猫界のボスを夢見ており、こりんごが（ケンカが強いと評判の）みかんの息子と知って事あるごとに決闘を挑んで迷惑がらせていたが、ある時誤って野良犬を怒らせて襲われてしまい、半殺しにされかけたところをこりんごに助けられた。以来、こりんごと伽羅のことを「兄貴」「姐さん」と呼んで慕っている。
麦（）
野良猫。みかんの住む町で子猫を産む。子猫の1匹（雌）はクロブチそっくり。子猫を含めて最終的には飼い主が見つかり、飼い猫になった。

## テレビアニメ
1992年10月16日から1993年6月18日までTBS系列で金曜 19:00 - 19:28 （日本標準時） に放送。中部日本放送 (CBC)と日本アニメーションの共同製作で、CBCにとっては開局以来初のテレビアニメ参入作品となった。CBCテレビが製作に参加した『やくならマグカップも』が2021年に放送されるまでは、在名放送局が単独制作に関与する唯一の日本アニメーション制作アニメであった。
CBCの放送エリアである愛知県・岐阜県・三重県では、同局の筆頭株主である中日新聞のテレビ紹介欄に原作者安孫子のインタビューが掲載されたり、名古屋テレビ塔でイラストコンテストが開催されたりした。また、当時CBCで放送されていたローカル番組でも、スタジオにみかんのぬいぐるみと番組紹介POPが常設されたりと、あらゆる媒体を介して本作のプロモーションが行われていた。途中から中央児童福祉審議会推薦作品となり、警察の交通安全ビデオに採用されたりもした。
しかし、本作は『ドラえもん』の裏番組だったことが災いして、第30話で打ち切りとなった。アニメ版は第31話まで制作されたが、第31話はVHSビデオとDVDに収録され、またCBCなどで行われた再放送にて放送された。
1992年9月の『DRAGON QUEST -ダイの大冒険-』の打ち切りに続き、1993年6月の本作の打ち切りによってTBS金曜19:00枠のアニメは事実上終了し、同時にTBS平日19:00枠のアニメは全廃された。それから9か月後の1994年3月には、土曜19:00枠の『まんが日本昔ばなし』（第2期、毎日放送 (MBS) 製作）もローカルセールス枠に降格し、TBS各曜日19:00枠のアニメが全廃になった。
製作局であるCBCが金曜日にプロ野球中日ドラゴンズ戦中継を行う場合、同日夕方に繰り上げて放送を行い、系列局には裏送りで対応していた。また、第25話（1993年5月7日放送）は、毎日放送でプロ野球阪神タイガース戦中継、中国放送（RCC）では広島東洋カープ戦中継がそれぞれ放送され、JNN協定の都合上振替放送もできないため、未放送となった。

### スタッフ
- 製作 - 本橋浩一
- 製作管理 - 中島順三
- 企画 - 佐藤昭司
- 監督 - 石黒昇
- キャラクターデザイン - 杉光登
- 脚本 - 小山眞弓
- 美術監督 - 千葉みどり
- 色彩設定 - 秋勇智、秋山多恵子
- 撮影監督 - 鳥越一志（トランス・アーツ）
- 編集 - 笠原義宏・足立浩（第1 - 30話）→名取信一・目黒広志（第31話）
- 音楽 - 長谷川智樹
- 録音監督 - 藤野貞義
- プロデューサー - 水谷昌孝（中部日本放送）、余語昭夫
- 製作 - 中部日本放送[註 4]、日本アニメーション

### 主題歌
オープニング主題歌「ないしょ! のバイリン・キャット」
歌 - 横山智佐 / 作詞 - 真々花子 / 作曲 - 由比正雪 / 編曲 - 湯川徹
エンディング主題歌
「おじいさんへのおてがみ」
歌 - TARAKO / 作詞 - 真々花子 / 作曲 - 由比正雪 / 編曲 - 湯川徹
「でっかいキャンバス」
歌・作詞・作曲 - TARAKO / 編曲 - 湯川徹
上記3曲のCDシングルは、いずれもアポロンから発売された。

### 各話リスト
| 話 | 放送日          | サブタイトル                  | 絵コンテ   | 演出     | 作画監督     |
| -- | --------------- | ----------------------------- | ---------- | -------- | ------------ |
| 1  | 1992年 10月16日 | みかんが家にやって来た        | 石黒昇     | 楠美直子 | 杉光登       |
| 2  | 10月23日        | みかんが話せるわけ            | 岩本保雄   | 岩本保雄 | 小野隆哉     |
| 3  | 10月30日        | いなくなったみかん            | 牛草健     | 牛草健   | 熊谷哲矢     |
| 4  | 11月6日         | もう一人の家族                | 鈴木輪流郎 | 北川正人 | 今泉賢一     |
| 5  | 11月13日        | みかんの宿題                  | 桜井利之   | 桜井利之 | 市川修       |
| 6  | 11月20日        | 坂の下に住む先生              | 岩本保雄   | 岩本保雄 | 小野隆哉     |
| 7  | 11月27日        | おうちで勉強会                | 鈴木輪流郎 | 楠美直子 | 五月女浩一朗 |
| 8  | 12月11日        | みかんの初恋                  | 牛草健     | 牛草健   | 熊谷哲矢     |
| 9  | 12月18日        | すてきなクリスマス            | 鈴木輪流郎 | 北川正人 | 今泉賢一     |
| 10 | 12月25日        | お騒がせの福引き              | 桜井利之   | 桜井利之 | 市川修       |
| 11 | 1993年 1月8日   | くうぞ! 海の温泉旅行          | 岩本保雄   | 岩本保雄 | 小野隆哉     |
| 12 | 1月15日         | なめんなよ! あんな奴大キライ! | 鈴木輪流郎 | 楠美直子 | 五月女浩一朗 |
| 13 | 1月22日         | 子ネコ、もらっていただきます  | 鈴木輪流郎 | 北川正人 | 今泉賢一     |
| 14 | 1月29日         | 転校生はネコ型人間!?          | 牛草健     | 牛草健   | 渡辺明夫     |
| 15 | 2月5日          | 家出だ! ワッショイ!           | 桜井利之   | 桜井利之 | 市川修       |
| 16 | 2月12日         | ときめきのバレンタインデー!   | 岩本保雄   | 岩本保雄 | 小野隆哉     |
| 17 | 2月19日         | オレは、天才音楽ネコ!         | 鈴木輪流郎 | 楠美直子 | 五月女浩一朗 |
| 18 | 2月26日         | 決死の大追跡、モモジを捜せ!   | 牛草健     | 牛草健   | 市川修       |
| 19 | 3月5日          | ぶっとばせ! 恋のライバル      | 鈴木輪流郎 | 北川正人 | 今泉賢一     |
| 20 | 3月12日         | 大騒ぎ! みかん学校へ行く      | 桜井利之   | 桜井利之 | 市川修       |
| 21 | 3月19日         | うちのばあさんネコぎらい!     | 鈴木輪流郎 | 楠美直子 | 五月女浩一朗 |
| 22 | 3月26日         | 涙、涙のノラねこブルース      | 鈴木輪流郎 | 北川正人 | 今泉賢一     |
| 23 | 4月16日         | 夫婦ゲンカはネコが食う?       | 鈴木輪流郎 | 桜井利之 | 渡辺明夫     |
| 24 | 4月30日         | ヤセル思いのダイエット作戦!   | 鈴木輪流郎 | 北川正人 | 今泉賢一     |
| 25 | 5月7日          | みかんジュニアこりんご登場!   | 佐藤博暉   | 牛草健   | 市川修       |
| 26 | 5月21日         | みかんピンチ! ひみつがバレた? | 鈴木輪流郎 | 花井信也 | 五月女浩一朗 |
| 27 | 5月28日         | みかんパパのスパルタ教育      | 辻伸一     | 牛草健   | 渡辺明夫     |
| 28 | 6月4日          | 留守番はネコの手も借りたい    | 鈴木輪流郎 | 北川正人 | 今泉賢一     |
| 29 | 6月11日         | ヒゲなしは不幸のはじまり?     | 辻伸一     | 牛草健   | 市川修       |
| 30 | 6月18日         | シャーワセは幸福の始まり      | 鈴木輪流郎 | 花井信也 | 杉光登       |
| 31 | 8月24日         | みかん、アメリカへ行く?!      | 鈴木輪流郎 | 北川正人 | 今泉賢一     |

## 前後番組
| 中部日本放送制作・TBS系列 金曜19:00 - 19:30枠   | 中部日本放送制作・TBS系列 金曜19:00 - 19:30枠   | 中部日本放送制作・TBS系列 金曜19:00 - 19:30枠 |
| 前番組                                          | 番組名                                          | 次番組                                        |
| ----------------------------------------------- | ----------------------------------------------- | --------------------------------------------- |
| クイズ!おみごと日本 （1992年4月10日 - 9月18日） | みかん絵日記 （1992年10月16日 - 1993年6月18日） | 食べて極楽! （1993年7月2日 - 1994年3月18日）  |